# Niltepec
Niltepec är en ort i Mexiko.   Den ligger i kommunen Santiago Niltepec och delstaten Oaxaca, i den sydöstra delen av landet, 600 km sydost om huvudstaden Mexico City. Niltepec ligger 69 meter över havet och antalet invånare är 3 289.
Terrängen runt Niltepec är platt åt sydväst, men åt nordost är den kuperad. Runt Niltepec är det mycket glesbefolkat, med 6 invånare per kvadratkilometer. Niltepec är det största samhället i trakten. Omgivningarna runt Niltepec är en mosaik av jordbruksmark och naturlig växtlighet.